# Rey Charol
Rey Charol (1936–1990) fue un actor uruguayo afrodescendiente de cine y televisión. Llegó a la Argentina en 1956. Tal vez su papel más recordado sea el de Juan Tamayo, padre de Cirilo Tamayo en las series televisivas Jacinta Pichimahuida y Señorita maestra. Su debut en la industria cinematográfica argentina tuvo lugar en 1960 con la película Luna Park, y participó en una veintena de filmes entre ese año y 1987.
En sus últimos años, repetidamente se quejaba que solo le asignaban "papeles de negro" y nunca otros roles más complejos que le permitieran demostrar sus dotes actorales. Además, él conservaba el conocimiento de la lengua bantú heredada de sus ancestros africanos esclavos, el cual usó en algunos filmes.

## Filmografía
- Me sobra un marido (1987)[2]
- Patolandia nuclear (1978) como Lázaro
- El circo de Capulina (1978) como cirquero.
- Así es la vida (1977) como Rosendo el policía.
- Las aventuras de Pikín (1977) como Rey Baltasar
- La guerra de los sostenes (1976)
- Furia en la isla (1976) como cantante.
- El muerto (1975)
- Operación Guante Verde (1974)
- La Madre María (1974)
- La gran aventura (1974) como Ruiz.
- Argentino hasta la muerte (1971)
- Muchacho que vas cantando (1971)
- Un elefante color ilusión (1970)
- El sátiro (1970) como Charol.
- Kuma Ching (1969) como taxista.
- Corazón contento (1969)
- Extraña ternura (1964) como Alí.
- La fin del mundo (1961)
- Testigo para un crimen (1961)
- Luna Park (1960)

## Televisión
- Tiempo cumplido (1987) como auxiliar de campo.
- Duro como la roca, frágil como el cristal (1985) como Tony.
- Amo y señor (1984) como Gerónimo.
- Señorita maestra (1983) como Juan Tamayo.
- El oriental (1982)
- Alberto y Susana (1980)
- Jacinta Pichimahuida, la maestra que nunca olvida (1974) como Juan Tamayo.